# جيسيكا واتكينز
جيسيكا أندريا واتكينز (بالإنجليزية: Jessica Andrea Watkins) وهي لاعبة رغبي دولية سابقة في الولايات المتحدة ورائدة فضاء لدى وكالة ناسا لعام 2017.

## حياتها وتعليمها
حصلت واتكنز على الدكتوراه في معهد كاليفورنيا للتقنية. ثم عملت كمدربة مساعدة لفريق كرة السلة النسائي لفريق "Caltech". وقالت المدربة ساندرا ماربوت عنها: «تقدم لنا جيسيكا الكثير من المعرفة حول كونها طالبة أكاديمية على مستوى النخبة في مجال العلوم والتكنولوجيا والهندسة والرياضيات وفي نفس الوقت كونها رياضي من الطراز العالمي».
تخرجت من مدرسة فيرفيو الثانوية في بولدر (كولورادو) وحصلت على درجة البكالوريوس في العلوم الجيولوجية والبيئية من جامعة ستانفورد بالإضافة إلى شهادة الدكتوراه في الجيولوجيا من جامعة كاليفورنيا (لوس أنجلوس).
تتضمن هوايات واتكينز كرة القدم وتسلق الصخور والتزلج والكتابة الإبداعية.

## عملها في ناسا
عملت واتكنز في مركز أبحاث «أميز» ومختبر الدفع النفاث في باسادينا (كاليفورنيا).
تعاونت جيسكا مع فريق العلوم في مختبر علوم المريخ كما شاركت في التخطيط اليومي لأنشطة ناسا «كيوريوسيتي روفر» واستخدمت بيانات مدارية للتحقيق في علم وصف طبقات الأرض وجيولوجيا المريخ ومورفولوجيا الأرض.

## لعبة الرغبي
لعبت واتكنز لعبة الرغبي في ستانفورد لمدة أربع سنوات. وهي لاعبة رغبي سابقة في المنتخب الوطني الأمريكي للسيدات. كانت جزءاً من الفريق الأمريكي الذي وصل إلى الدور نصف النهائي في بطولة كأس العالم للرجبي 2009 في دبي. وهُزمت من نيوزيلندا.
خلال كأس العالم كانت هدافة فريق الولايات المتحدة الرئيسي.